# Samostan Džambaj
Samostan Džambej, tudi Džampa (tibetanščina: བྱམས་པ་ལྷ་ཁང, Wylie: byams pa, THL Jampé Lhakhang) ali Tempelj Maitreja stoji v bližini mesta Džakar v okraju Bumthang v Butanu, le en kilometer od samostana Kurjey Lhakhang. Imajo ga za enega od 108 templjev, ki jih je dal zgraditi Tibetanski kralj Songcen Gampo leta 659 n. št. v enem samem dnevu.

## Legenda
Po legendi je bilo celotno ozemlje Tibeta in Himalaje pokrito z velikansko demonjo, ki je preprečevala širjenje budizma. Da bi jo premagal, je kralj Songcen Gampo naročil izgradnjo 108 samostanov, ki so prikovali vse dele njenega telesa.  V samem središču je stal tempelj Jokhang v Lasi (domnevno  postavljen leta 638.
Poleg tega so tri skupine štirih samostanov na določeni razdalji pokrivale različne dele telesa demonke. Na ozemlju Butana sta bila zgrajena dva samostana - Kyichu Lhakhang v okraju Paro in Jambay Lhakhang v okraju Bumthang, kar ustreza kolenu demonke.  
Samostan Džambej je obiskal Padmasambhava in ga je obnovil kralj Sindhu Radža, ko se je vrnil na zemeljsko življenje. Bil je večkrat popravljan in večkrat prezidan.
- Samostan Džambej